# Erythrococca neglecta
Erythrococca neglecta är en törelväxtart som beskrevs av Ferdinand Albin Pax och Käthe Hoffmann. Erythrococca neglecta ingår i släktet Erythrococca och familjen törelväxter.
Artens utbredningsområde är Angola. Inga underarter finns listade i Catalogue of Life.